# Michele Carcano
Pour les articles homonymes, voir Carcano.
Michele Carcano (en latin : Michael de Carcanis de Mediolano), né en 1427 dans le quartier Lomazzo Milanese (it) de Lomazzo et mort le 20 mars 1484 à Lodi, est un franciscain et prêcheur italien, bienheureux de l'Église catholique, fondateur de l'hôpital Sainte-Anne de Côme (it) et promoteur du système bancaire du mont-de-piété.

## Biographie
Michele Carcano naît en 1424 à Lomazzo et est fils de Cremondina Besozzi et de Donato, capitaine de la République ambrosienne (1447-1450). Après avoir rencontré Bernardin de Sienne, il décide de devenir franciscain au couvent de Santa Croce à Côme. Il est orateur officiel à L'Aquila à l'occasion du transfert du corps de saint Bernardin de Sienne dans la nouvelle basilique qui porte son nom. Présent à sa canonisation célébrée à Rome à l'occasion du jubilé de 1450, il commence dès cette année à prêcher et s'impose rapidement comme l'un des prédicateurs populaires les plus éloquents et célèbres de l'époque. À partir de ce moment, il parcourt presque toute l'Italie centrale et septentrionale, prêchant dans les principales villes, surtout pendant le Carême, (Mantoue, 1454 ; Florence, 1455 et 1467 ; Milan, 1460 et 1471 ; Pérouse, 1462 ; Bologne, 1464, 1469 et 1473 ; Rieti, 1468 ; L'Aquila, 1472 ; Venise, 1478 ; Crema, 1479 ; Lodi, 1484) et pendant l'Avent (Florence, 1461). En 1461, il séjourne également brièvement en Terre sainte.
Pour combattre l'usure et aider les pauvres, il diffuse le système des monts-de-piété inventés par son collègue Barnabé de Terni,.
Il promeut la réforme hospitalière pour une administration plus efficace des œuvres caritatives, une action qui conduit à la fondation en 1468 de l'hôpital Sainte-Anne de Côme en obtenant l'approbation de Sixte IV en 1483.
Il décède à Lodi en 1484 pendant une prédication. Sa tête est maintenant conservée dans une niche à barreaux de l'église Saint-François (it) à Lodi, près de la chapelle d'Antoine-Marie Zaccaria. Les autres reliques sont conservées dans le sanctuaire d'Antoine de Padoue (it) à Milan.

## Vénération
Le culte ab immemorabili (it) a été confirmé par le pape Pie X le 9 octobre 1912.

## Illustrations

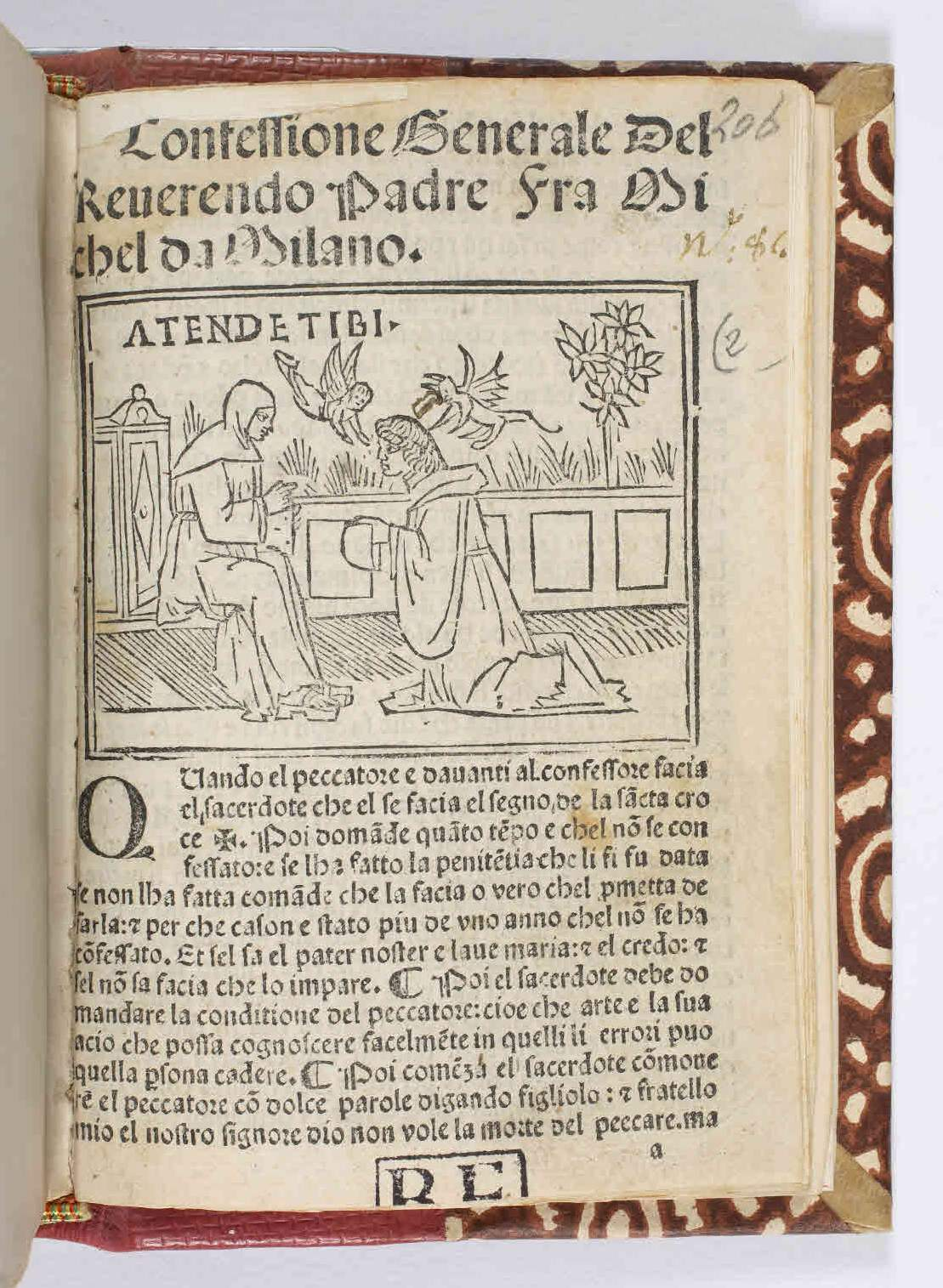
Le Confessionale Generale, 1500
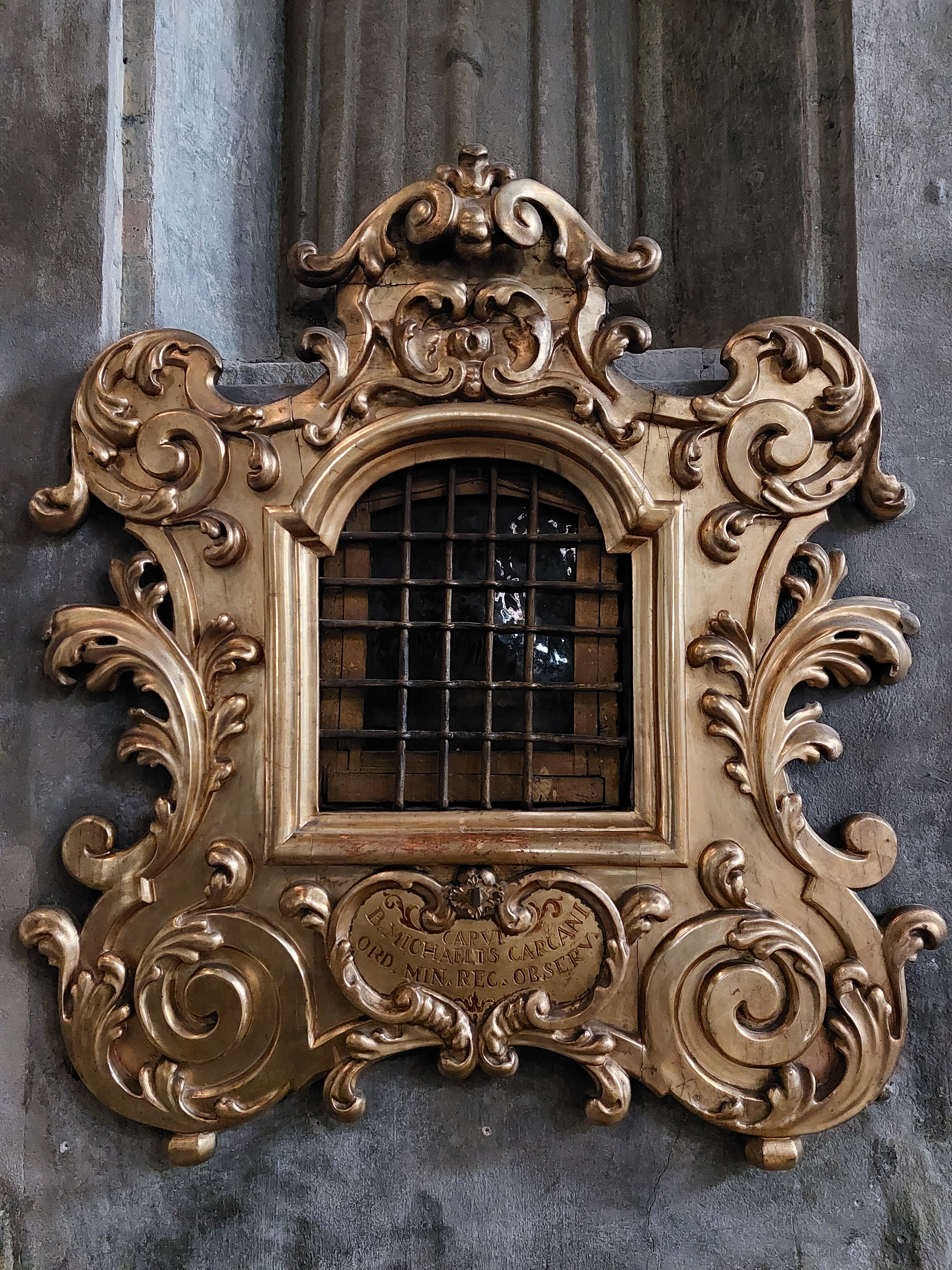
La niche à barreaux où est conservée la tête du bienheureux Carcano, dans l'église Saint-François (it) à Lodi.